# Just a Woman
Just a Woman è un film muto del 1918 diretto da Julius Steger. La storia, tratta da un lavoro teatrale di Eugene Walter, fu portata altre due volte sullo schermo. Nel 1925,  Irving Cummings ne fece un remake, Just a Woman, con Claire Windsor. Un nuovo adattamento, questa volta in versione sonora, uscì nelle sale nel 1933, distribuito in Italia con il titolo La grande menzogna; il film era diretto da J. Walter Ruben e interpretato da Irene Dunne in coppia con Charles Bickford.
Il lavoro teatrale originale era andato in scena al 48th Street Theatre di Broadway il 17 gennaio 1916, restando in cartellone fino al maggio di quello stesso anno.

## Trama
Anna, la moglie di Jim Ward, operaio in un'acciaieria di Pittsburgh, convince il marito a investire i loro sudati risparmi nella promozione e commercializzazione di un dispositivo inventato da un suo amico. Il prodotto ha un tale successo che Jim viene nominato amministratore della società siderurgica. L'uomo, però, prende posizione nella difesa dei diritti dei lavoratori tanto da indurre gli altri dirigenti a boicottarlo per farlo dimettere. Uno dei direttori lo spinge a riprendere un suo vecchio vizio, quello del bere, che lo porta poi ad avere una relazione adulterina. L'amante lo induce, allora, a chiedere il divorzio, citando Anna per infedeltà. La moglie rifiuta di difendersi da quell'accusa infamante. Ma quando la minacciano di toglierle il figlio, lei risponde dichiarando che Jim non ne è il padre. L'ex operaio, vergognandosi di ciò che ha fatto alla moglie, confessa in tribunale il piano ordito ai danni di Anna e, per questo, viene condannato al carcere. Quando viene rilasciato, torna a casa dalla moglie, appena in tempo per vedere il figlio partire per la guerra.

## Produzione
Il film fu prodotto dalla S & S Photoplays, girato in Pennsylvania, a Pittsburgh e alla Crystal Film Company di Manhattan.

## Distribuzione
Distribuito dalla U.S. Exhibitors' Booking Corp. Non si conoscono copie ancora esistenti della pellicola che viene considerata presumibilmente perduta.